# 月亮島西駅
月亮島西駅（げつりょうとうにしえき）は、中華人民共和国湖南省長沙市望城区にある長沙地下鉄4号線の駅である。

## 歴史
2015年7月13日に建設が開始され、2019年5月26日に開通した。

## 駅構造
- 島式ホーム1面

## 駅周辺
- 月亮島
- 湖南師範大学附屬中学